# Ràtio deute-capital
El debt-to-equity ratio (acrònim: D/E; en català, literalment: ràtio deute-capital) és una ràtio financera que mesura la proporció entre capital social i deute que una companyia ha usat per a finançar els seus actius. És una ràtio que aproxima el concepte de palanquejament, raó per la qual a voltes pot ser anomenada ràtio de risc o ràtio de palanquejament, en tant que dona una mesura del pes del deute sobre el capital social; en la mesura que augmenta el finançament per deute, la ràtio augmenta. Quan la ràtio excedeix el 100%, indica que el finançament extern és superior al finançament intern. Les dues magnituds, capital social i deute, es prenen dels Estats financers, específicament del valor en llibres balanç de situació, per bé que si tant les accions com el deute de l'empresa són negociats públicament en mercats financers es prenen aquests darrers.